# Kleť
Kleť (niem. Schöninger) – najwyższa góra w paśmie Blanský les (część Przedgórza Szumawskiego, Šumavské podhůří) w południowych Czechach. Osiąga wysokość 1087 m n.p.m.
Na szczycie góry znajdują się dwie zabytkowe budowle: kamienna wieża widokowa Josefova věž postawiona w latach 1821-1825 (najstarsza tego rodzaju wieża w Czechach) oraz drewniane schronisko turystyczne Tereziina chata z 1925 roku. Na południowym stoku góry znajduje się obserwatorium astronomiczne Kleť (Observatoř Kleť).
Na północno-zachodnim stoku góry wyznaczony został w 1956 roku rezerwat przyrody Kleť, w którym chroniony jest las mieszany z przewagą buka. Góra wchodzi również w skład obszaru chronionego krajobrazu Chráněná krajinná oblast Blanský les.
Przez szczyt prowadzą znakowane piesze szlaki turystyczne:
- zielony szlak od południa z miasta Český Krumlov przez stację kolejową Český Krumlov do przystanków kolejowych Holubov i Křemže po północnej stronie,
- czerwony szlak od zachodu z miejscowości Chvalšiny do stacji kolejowej Zlatá Koruna i miejscowości Zlatá Koruna po wschodniej stronie,
- niebieski szlak od zachodu z osady Rohy (część gminy Brloh),
- żółty szlak od północy z centrum miejscowości Křemže do przystanku kolejowego Plešovice po wschodniej stronie.

Od północnej strony można również dotrzeć koleją krzesełkową Krasetín-Kleť, która prowadzi z wysokości 691 m n.p.m. pod szczyt góry na wysokość 1074 m n.p.m.
Na terenie masywu górskiego Kleť wyznaczono również liczne szlaki rowerowe.